# Esiliiga 2004
L'edizione 2004 fu la 14ª edizione dell'Esiliiga. Vide la vittoria finale del Tammeka Tartu.

## Formula
Le 8 squadre partecipanti disputarono il campionato incontrandosi in due gironi di andata e e due di ritorno, per un totale di 28 giornate. Erano previste due promozioni dirette, un play-off spareggio con l'ultima (ottava) di Meistriliiga e un play-out.
Le formazioni riserve delle squadre di Meistriliiga (Levadia Tallinn 2 e TVMK Tallinn 2) erano impossibilitate ad essere promosse.

## Squadre partecipanti
| Club                 | Città      | Stagione precedente                                                                                                  |
| -------------------- | ---------- | --- |
| Dünamo Tallinn       | Tallinn    | 1º nel girone Nord/Est di II Liiga                                                                                   |
| F.C.A. Estel Tallinn | Tallinn    | 4° in Esiliiga |
| Kuressaare           | Kuressaare | 8° in Meistriliiga, retrocesso                                                                                       |
| Levadia Tallinn 2    | Tallinn    | 6° in Meistriliiga come Levadia Tallinn, diventa formazione riserve dopo lo spostamento del Levadia Maardu a Tallinn |
| Tervis Pärnu         | Pärnu      | 2° in Esiliiga, perde i play-off con il Valga                                                                        |
| TJK                  | Tallinn    | 5° in Esiliiga |
| Tammeka Tartu        | Tartu      | 7° in Esiliiga, retrocesso, ma in seguito ripescato                                                                  |
| TVMK Tallinn 2       | Tallinn    | 2º nel girone Nord/Est di II Liiga, promosso dopo spareggio                                                          |

## Classifica finale
|  | Pos. | Squadra              | Pt | G  | V  | N | P  | GF | GS | DR  |
|  | ---- | -------------------- | -- | -- | -- | - | -- | -- | -- | --- |
|  | 1    | Tammeka Tartu        | 58 | 28 | 17 | 7 | 4  | 74 | 34 | +40 |
|  | 2    | Levadia Tallinn 2 *  | 57 | 28 | 17 | 6 | 5  | 75 | 37 | +38 |
|  | 3    | Tervis Pärnu         | 56 | 28 | 23 | 8 | 5  | 70 | 50 | +20 |
|  | 4    | Dünamo Tallinn       | 38 | 28 | 18 | 9 | 9  | 49 | 67 | -18 |
|  | 5    | Kuressaare           | 35 | 28 | 14 | 8 | 14 | 56 | 70 | -14 |
|  | 6    | F.C.A. Estel Tallinn | 32 | 28 | 12 | 5 | 19 | 66 | 66 | +0  |
|  | 7    | TVMK Tallinn 2 *     | 27 | 28 | 10 | 6 | 20 | 46 | 54 | -8  |
|  | 8    | TJK                  | 19 | 28 | 11 | 1 | 24 | 29 | 87 | -58 |

(*)squadra ineleggibile per la promozione.

### Spareggio promozione/retrocessione per Meistriliiga
| 13 novembre 2004                                                     | Dünamo Tallinn | 1 – 2                  | Lootus Kohtla-Järve |  |
| \| \| \| \| \| Butajev 44’ \| Marcatori \| 30’ Popov 90+3’ Ametov \| |                |                        |                     |  |
|                                                                      |                |                        |                     |  |
| Butajev 44’                                                          | Marcatori      | 30’ Popov 90+3’ Ametov |                     |  |

| 20 novembre 2004                                                                     | Lootus Kohtla-Järve | 0 – 4                                              | Dünamo Tallinn |  |
| \| \| \| \| \| \| Marcatori \| 8’ Tšernoussov 32’ Krivošein 65’ Butajev 76’ Semko \| |                     |                                                    |                |  |
|                                                                                      |                     |                                                    |                |  |
|                                                                                      | Marcatori           | 8’ Tšernoussov 32’ Krivošein 65’ Butajev 76’ Semko |                |  |

### Spareggio promozione/retrocessione per Esiliiga
| 7 novembre 2004 | Puuma Tallinn | 0 – 1 | TJK |  |

| 13 novembre 2004 | TJK | 3 – 1 | Puuma Tallinn |  |

### Verdetti
- Tammeka Tartu promosso in Meistriliiga 2005.
- Tervis Pärnu rinuncia alla promozione in Meistriliiga.
- Dünamo Tallinn ammesso allo spareggio p/r poi perso, infine ripescato in Meistriliiga.
- Kuressaare ripescato in Meistriliiga.
- TJK salvo dopo spareggio.